# (3108) Lyubov
(3108) Lyubov est un astéroïde de la ceinture principale.

## Description
(3108) Lyubov est un astéroïde de la ceinture principale. Il fut découvert le 18 août 1972 à Naoutchnyï par Lioudmila Jouravliova. Il présente une orbite caractérisée par un demi-grand axe de 2,23 UA, une excentricité de 0,17 et une inclinaison de 3,3° par rapport à l'écliptique.

## Compléments